# Saralasina
Saralasina é um substância química composta por 8 aminoácidos, semelhante à angiotensina II, mas com substituição dos aminoácidos na posição 1 e 5 por sarcosina e alanina, respectivamente.
É um antagonista do receptor da angiotensina, sendo utilizado em pesquisa sobre o sistema renina angiotensina aldosterona.